# استیو وادینگتون
استیو وادینگتون (انگلیسی: Steve Waddington؛ زادهٔ ۵ فوریهٔ ۱۹۵۶) بازیکن فوتبال اهل بریتانیا است.
از باشگاه‌هایی که در آن بازی کرده‌است می‌توان به باشگاه فوتبال والسال، باشگاه فوتبال چسترفیلد، باشگاه فوتبال استوک سیتی، باشگاه فوتبال مکلسفیلد تاون، و باشگاه فوتبال پورت ویل اشاره کرد.